# Улица Малпилс (Рига)
Улица Ма́лпилс (латыш. Mālpils iela) — улица в Риге, в Видземском предместье. Пролегает в северо-западном направлении, от улицы Кришьяня Валдемара до улицы Сканстес. Начало улицы (до пересечения с улицей Весетас) относится к историческому району Центр (так называемый «дальний центр»), дальнейшая часть улицы — к району Скансте.
Улица пролегает мимо двух крупных спортивных площадок Риги — Олимпийского спортивного центра и «Арены Рига», принимавших чемпионат мира по хоккею в 2021 году.
Общая длина улицы Малпилс составляет 694 метра. Движение по улице двустороннее, на всём протяжении она асфальтирована. Средняя ширина проезжей части — около 7 метров. Общественный транспорт по улице не курсирует.

## История

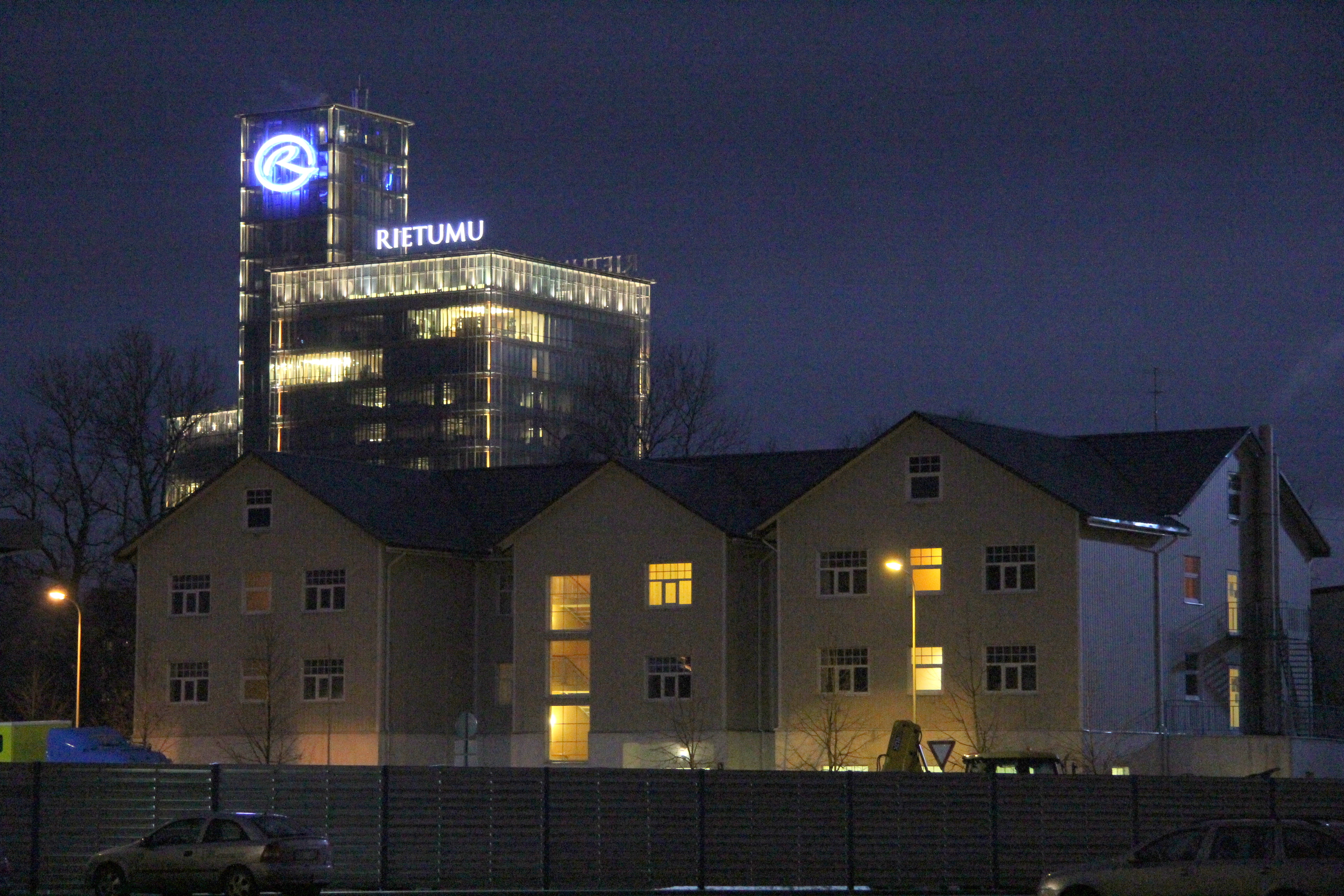
Вид на дом № 7 и Rietumu Capital Centre

Улица Малпилс встречается в списках городских улиц с 1932 года под своим нынешним названием. Оно дано в честь древнего населённого пункта Малпилс (ныне — волостной центр в Сигулдском крае Латвии). В годы немецкой оккупации (1942—1944) улица именовалась Lemburgsche Strasse (сообразно историческому немецкому названию за́мка Малпилс); других переименований не было.
Первоначально улица Малпилс пролегала лишь до улицы Весетас; её продолжение до улицы Сканстес получило название в 2006 году.

## Примечательные здания

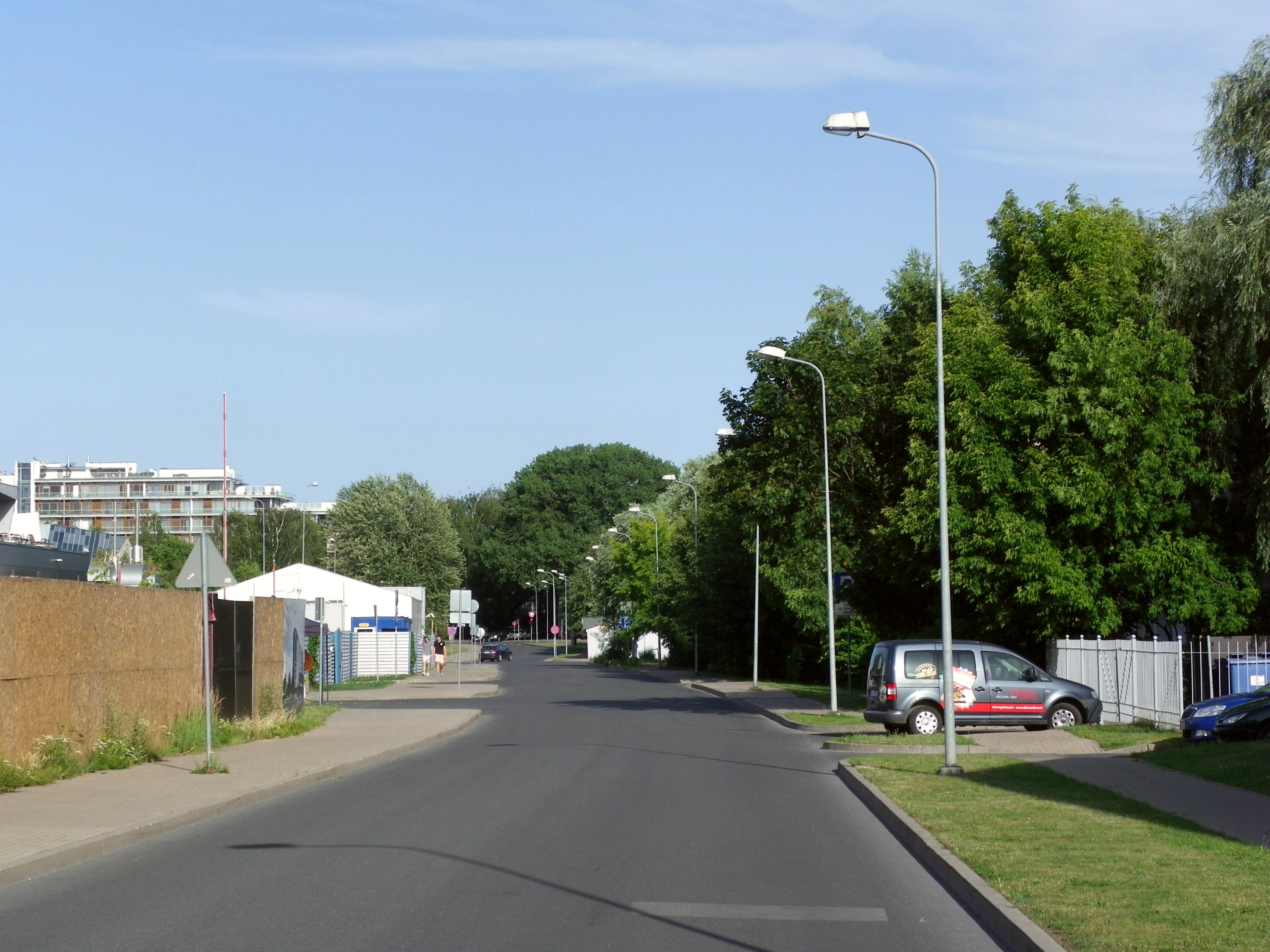
Вид от улицы Сканстес

- Квартал по чётной стороне, между улицами Весетас и Гростонас, занимает Олимпийский спортивный центр[англ.] (ул. Гростонас, 6B).
- Квартал по чётной стороне, между улицами Гростонас и Сканстес, занимает спортивно-концертный комплекс «Арена Рига» (ул. Сканстес, 21).

## Прилегающие улицы
Улица Малпилс пересекается со следующими улицами:
- улица Кришьяня Валдемара
- улица Томсона
- улица Весетас
- улица Гростонас
- улица Сканстес